# Espace Air Passion
L'Espace Air Passion (aussi dénommé Musée régional de l'air d'Angers-Marcé) est un centre aéronautique situé sur le site de l'aéroport Angers Loire à Marcé en Maine-et-Loire.
Il comprend le deuxième plus important musée aéronautique de France en nombre d'aéronefs conservés, après le Musée de l'air et de l'espace du Bourget,. L'EAP est aussi le premier musée privé français.

## Histoire

### 1981: Prémices du musée
En 1981, le pilote Christian Ravel se rebiffe contre la négligence des centres aéronautiques envers leur patrimoine. Christian Ravel réalise l'acte fondateur de l'établissement en troquant du bois contre un planeur Nord 1300 qu'un club vélivole allait démanteler dans le but d’utiliser son bois pour un barbecue. Le planeur est alors entreposé dans son garage. Avec plusieurs passionnés de l'aviation, ils décident de fonder une association « Le Groupement pour la préservation du patrimoine aéronautique » (GPPA) afin de sauvegarder et de préserver le patrimoine historique aéronautique français sur une terre d'Anjou au riche passé aéronautique. L'une des premières pièces récupérées par l'association est un Focke-Wulf Fw 58 qui sera classé monument historique en 1998.
L'énergie qu'ils déploient pour la préservation de ce patrimoine leur vaut rapidement[Quand ?] d'être reconnus par les autorités aéronautiques françaises notamment la Direction générale de l'Aviation civile et le Musée de l'air et de l'espace.
En 1983, la ville d’Angers demande à l'association GPPA de restaurer l’avion de René Gasnier endommagé pendant la Seconde Guerre mondiale, et propriété de la ville depuis. La municipalité d'Angers leur concède un local dans d'anciens abattoirs désaffectés du quartier Saint-Serge (aujourd’hui disparus). Les collectivités locales et la ville d’Angers s'associent à ce projet. De grands hangars sont mis à la disposition de l'association pour exposer les avions de collections et constituer un premier « Musée des ailes anciennes » sur l'aérodrome d'Avrillé. Celui-ci présente une importante collection d’avions, de planeurs, de moteurs et d’hélices. Plusieurs organismes et institutions contribuent à la première collection du musée : le SFA fournit un Breguet 904 Nymphale, l’armée de l’Air fournit un Fouga, la ville d’Angers participe à l’achat d’un Piper L4H, et André Moynet offre le prototype no 3 du Moynet M.360 Jupiter en 1993.
En 1988, devant le succès de leurs collections, la ville d'Angers les installe dans un vaste hangar de l’aérodrome d’Avrillé devenant les prémices d'un musée aéronautique.

### 1998: Aéroport Angers-Marcé
Toujours en 1998, la ville d'Angers aménage un nouvel aéroport sur la commune de Marcé (Aéroport Angers-Marcé). Séduit par la qualité des restaurations effectuées et le nombre d'appareils à exposer, le maire d'Angers décide la construction d'un nouveau musée sur le site du nouvel aéroport. En 2001, la propriété des bâtiments est transférée de la Ville d'Angers à la communauté d'agglomération Angers Loire Métropole.
Dès lors, le nouveau Musée régional de l'Air se professionnalise et s'anime avec des événements récurrents tels que le rassemblement Anjou Ailes Rétro et Anjou Ailes Maquettes.
En 2006, Christian Ravel cède son poste de président du GPPA à François Blondeau et poursuit son travail au sein des archives du centre.

### 2013: Espace Air Passion
En 2013, le musée change de nom et devient l'Espace Air Passion (EAP). La même année, l'Arsenal Air 100 n°1 restauré par l'EAP est classé monument historique.
Du 17 octobre au 1er novembre 2015, Espace Air Passion organise une expo géante de Playmobil, avec 9 dioramas étalés sur 200 m².

## Activités
En 2016, Espace Air Passion dispose de 3 500 m2 d'espace d'exposition, 1 500 m2 de réserves, et compte une collection d'approximativement 150 avions, dont une vingtaine en état de vol. Le musée enregistre entre 15 000 et 20 000 visiteurs par an.

### Musée
Actuellement situé sur le site de l'aéroport d'Angers-Marcé, le musée présente un ensemble d'aéronefs représentatifs de l'épopée aéronautique française, depuis le plus ancien des avions présentés, le René Gasnier (propriété de la ville d’Angers) qui a effectué les premiers vols en Anjou en 1908, jusqu'à des exemplaires particuliers plus récents datant des années 1980. Le Musée se caractérise par sa collection d'aéronefs légers (avions, planeurs, aéronefs à ailes tournantes...) construits à l'unité (prototypes et pré-séries) ou en petite série, par ses ateliers de restauration visitables, et par un important fonds documentaire (archives techniques, presse ancienne, bibliothèque aéronautique). Le musée expose de nombreuses pièces uniques, comme le Gerin V-6E Varivol, le Riout 102T Alerion, ou encore le Moynet 360-6 Jupiter, ainsi qu'une collection exceptionnelle de planeurs anciens en excellent état de conservation (Fauvel, Avia, Arsenal…).

### Restauration
L'Espace Air Passion peut recevoir des aéronefs à restaurer, si ceux-ci présentent un intérêt historique et technique avéré. Les machines peuvent alors être remises en état par un ensemble de bénévoles participant à la vie du musée.  La restauration peut durer plusieurs années selon les modèles et selon sa destination finale : soit statique, soit en état de revoler. Les visiteurs sont invités à venir observer les travaux de remise en état (atelier de menuiserie, atelier d'entoilage, atelier mécanique…) afin de comprendre le processus complet de restauration d'un aéronef.

### Fonds documentaire
L'Espace Air Passion s'enorgueillit de posséder la plus riche documentation d’Europe. Il en est de même pour la photothèque, forte de plus de 100 000 clichés, négatifs, diapositives ou plaques de verre.
Parmi les pièces rares, l'EAP compte un original de la première revue d'aéronautique française publiée en 1868, un télégramme original de Roland Garros, les plans de l'aile volante dessinés par Charles Fauvel, ou encore un ouvrage original de Clément Ader datant de 1911 et dédicacé. L'EAP dispose également de la totalité de la presse aéronautique française du XIXe siècle à nos jours.
La réserve documentaire n'est cependant pas aménagée pour l'accueil des visiteurs du musée.

### École de formation
Les diverses administrations qui gèrent (Direction générale de l'Aviation civile et Groupement sécurité aviation civile) le musée ont reconnu la qualité du travail effectué puisqu’ils ont homologué les ateliers en “Unité d’entretien agréé” (sous les numéros successifs d’U-177 puis U-O-09) et que régulièrement ils envoient des ingénieurs en stage dans le musée.
Chaque année, huit à dix élèves ingénieurs des grandes écoles viennent y effectuer des stages afin de compléter leurs connaissances théoriques par une pratique d’environ deux mois en été.[réf. nécessaire]

## Iconographie

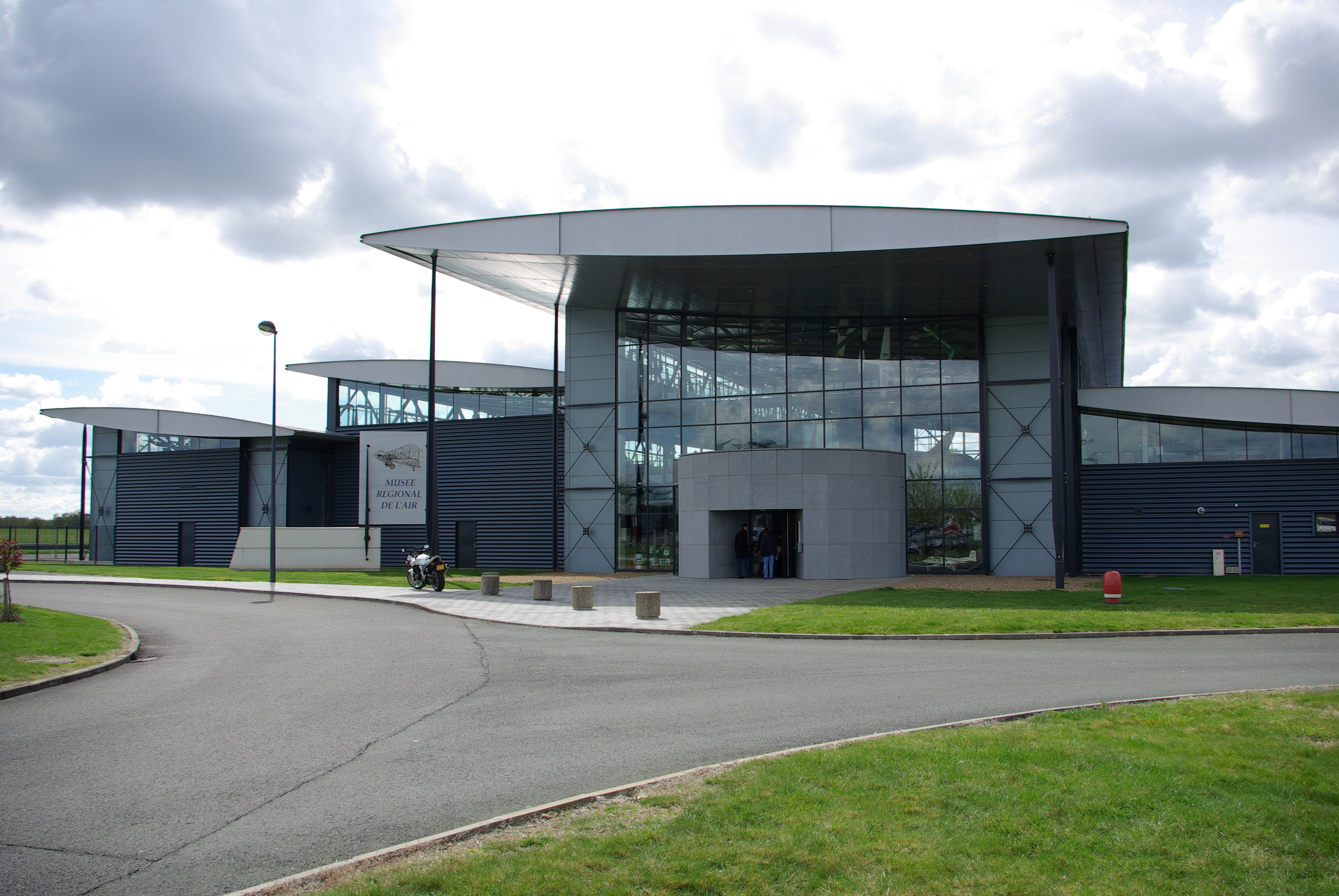
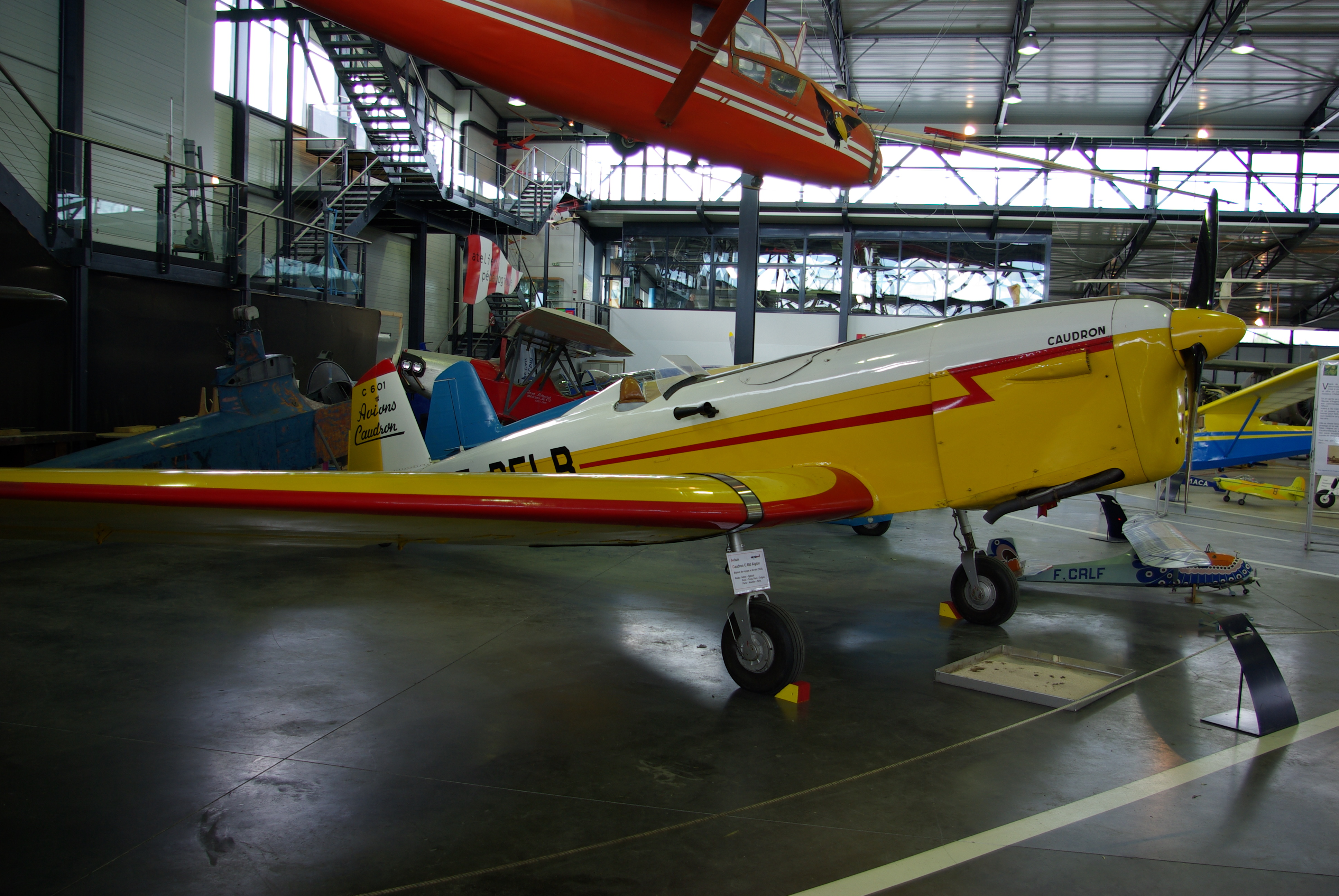
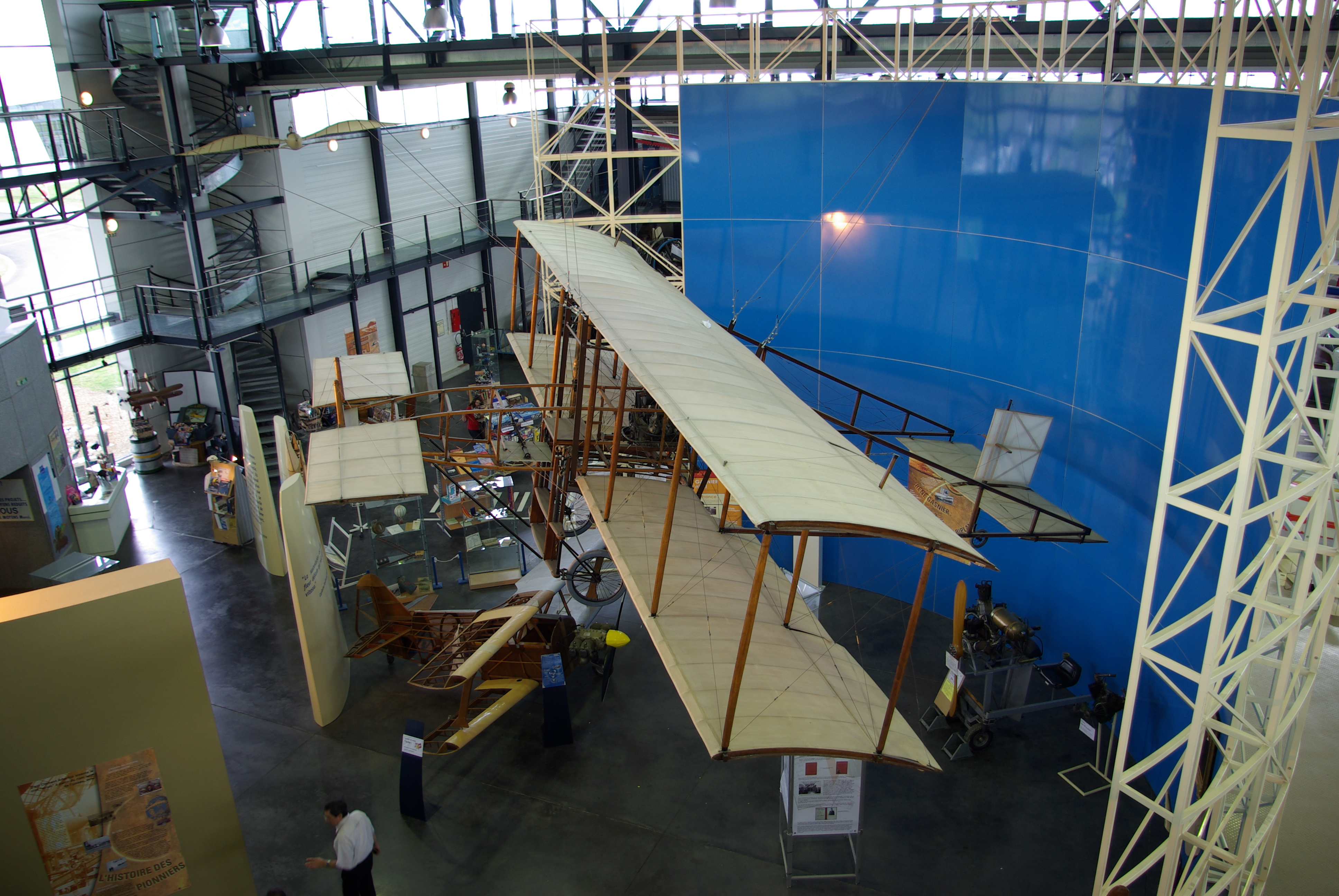
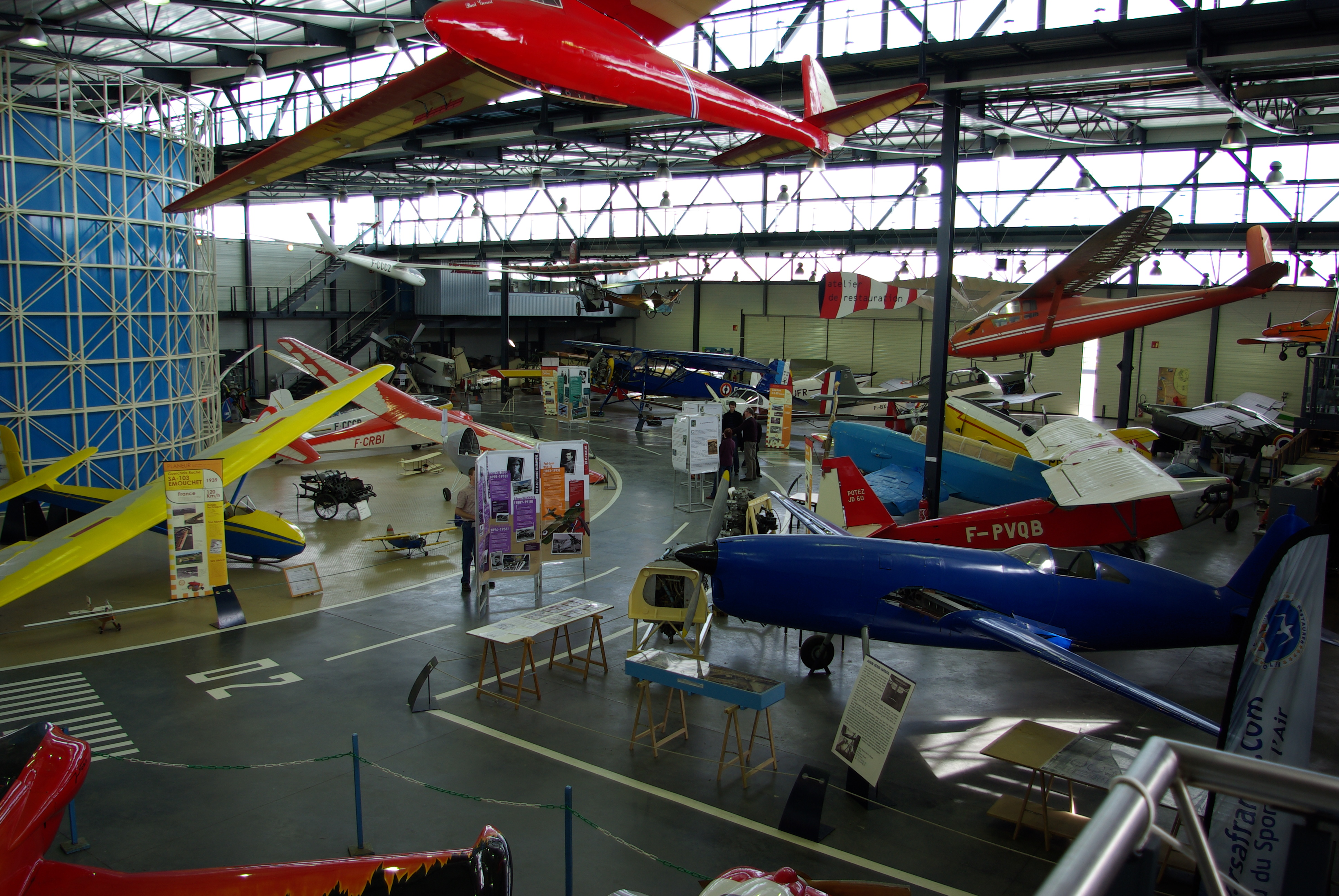
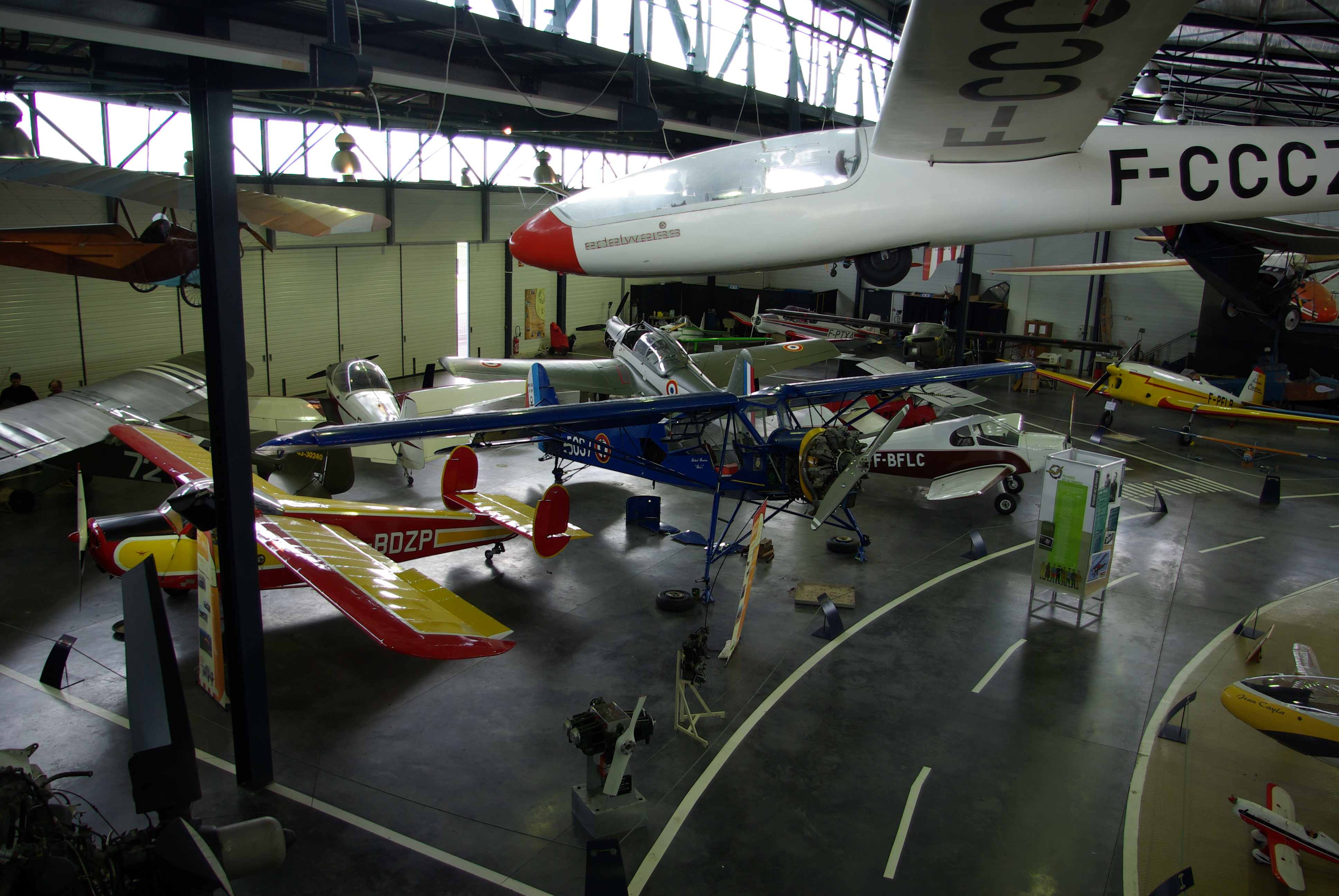
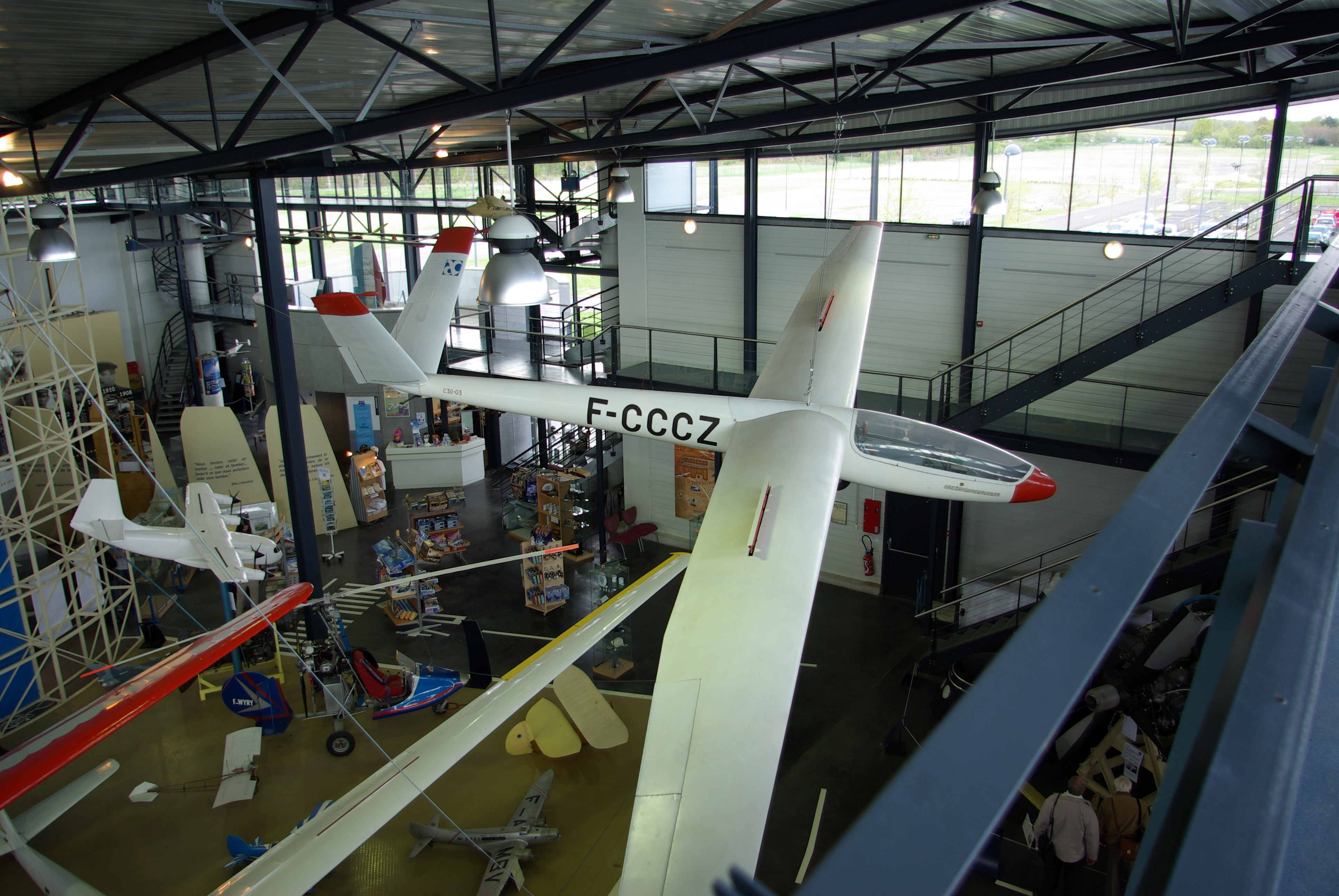
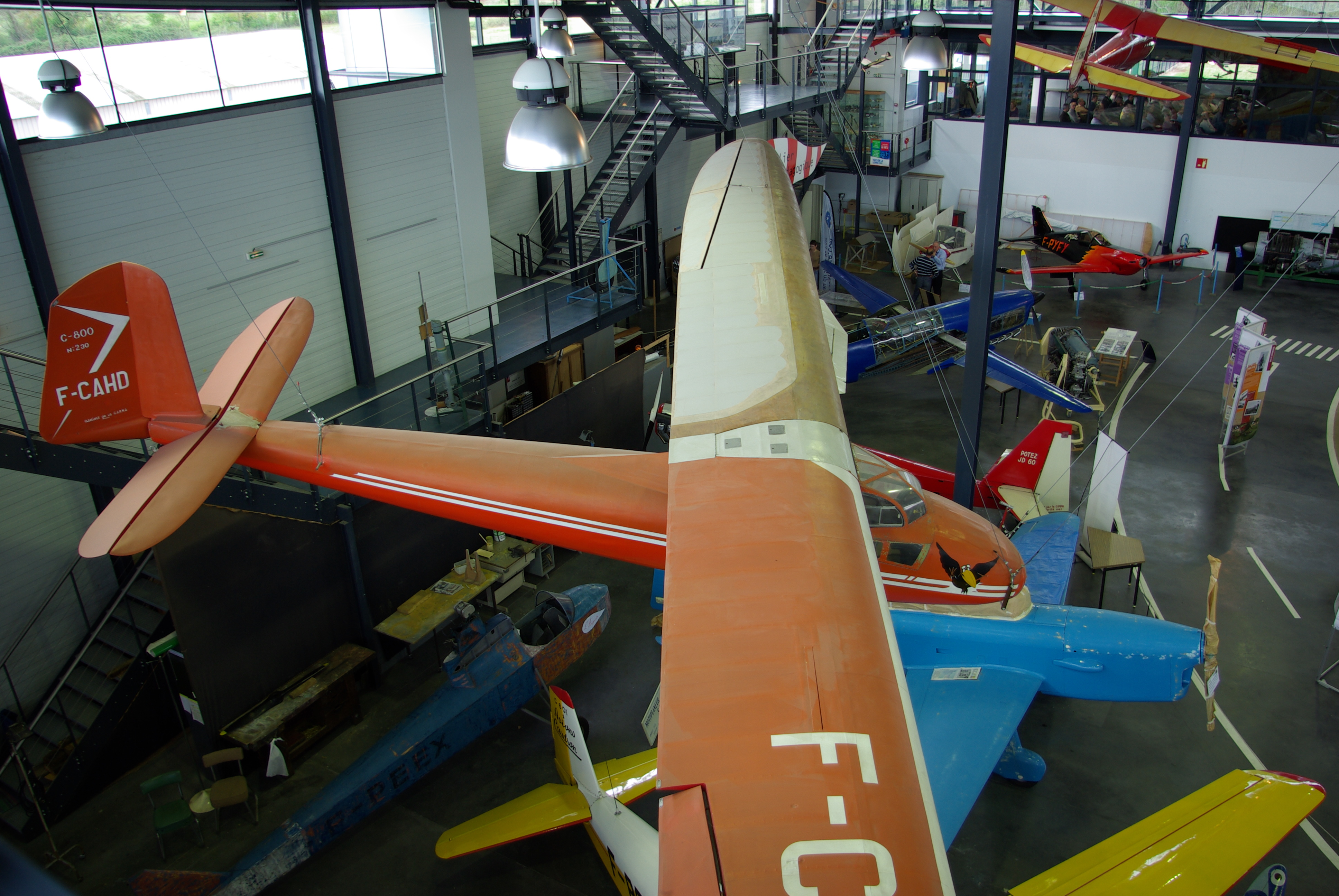
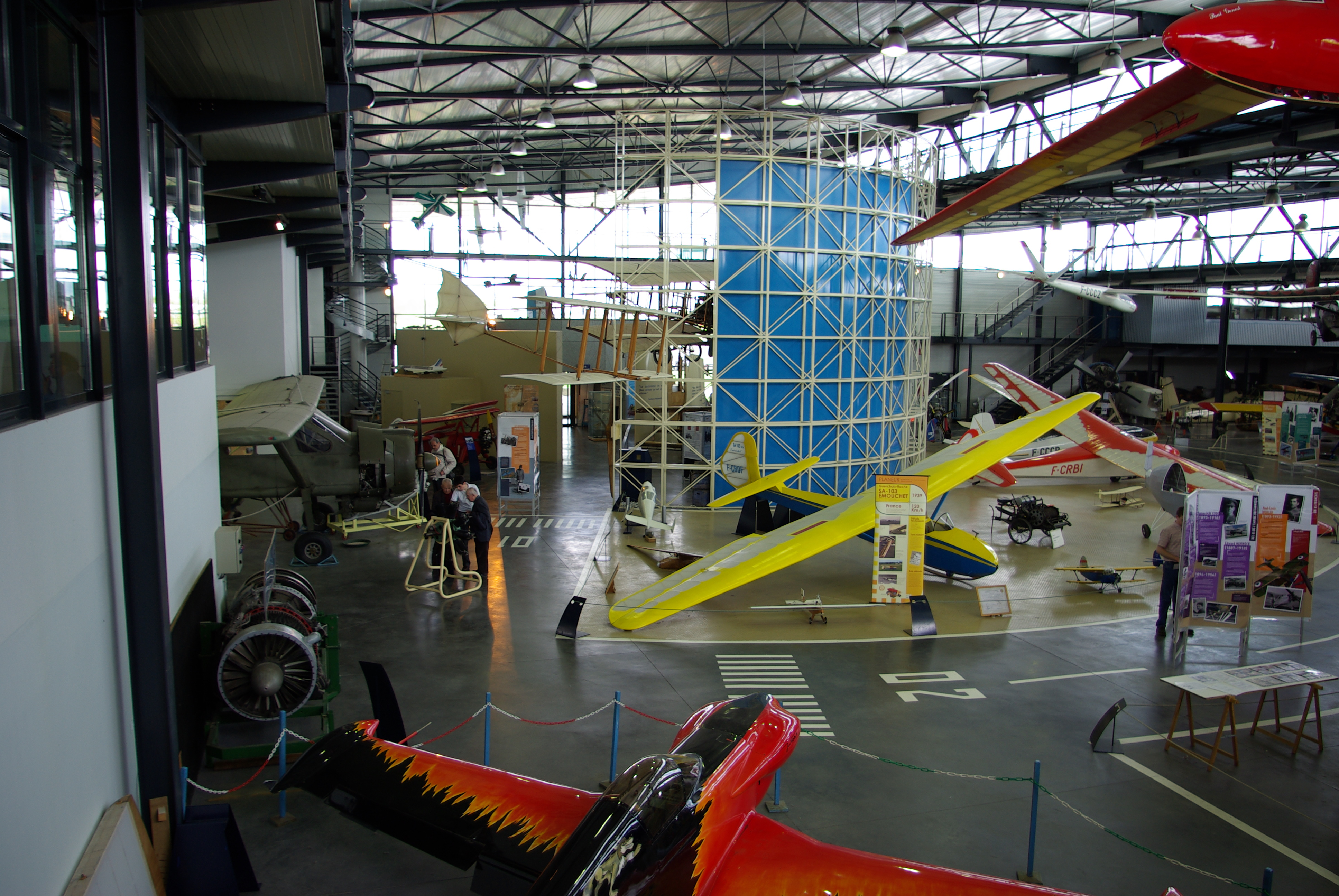